# Krosno Odrzańskie
Pour les articles homonymes, voir Krosno Odrzańskie (homonymie).
Krosno Odrzańskie (en allemand : Crossen an der Oder) est une ville dans l’ouest de la Pologne. Elle est le chef-lieu d’un district (powiat) qui fait partie de la voïvodie de Lubusz.

## Situation géographique

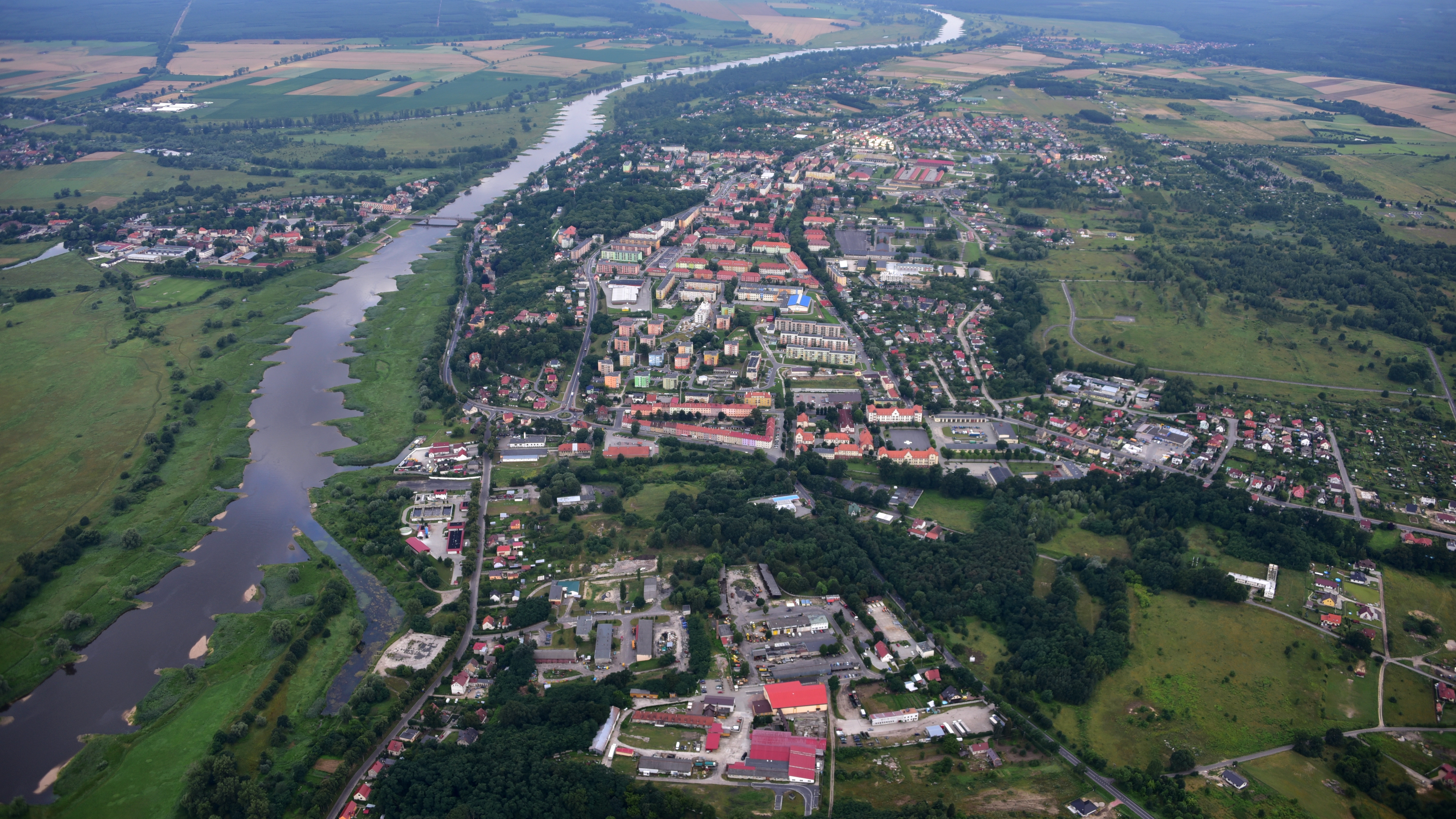
Vue aérienne de l'Oder à Krosno.

La ville de Krosno Odrzańskie est située dans la région historique de Silésie (Basse-Silésie), près du point de confluence du Bóbr et de l’Oder. Elle se trouve au nord-ouest de Zielona Góra, à une vingtaine de km de la frontière allemande.

## Histoire
Les fouilles archéologiques ont montré qu’il existait déjà un fort slave (grad) au VIIIe siècle qui contrôlait le passage de l’Oder. Le nom Crosno apparaît pour la première fois dans le Chronique de Dithmar en 1005, au temps où les troupes du roi germanique Henri II étaient déployées sur la rive ouest du Bóbr et assiégèrent la forteresse polonaise. En 1015, les forces d'Henri II et ses alliés bohémiens ont été vaincus par le duc Boleslas Ier le Vaillant et son fils Mieszko II.
Après le décès du duc Boleslas III Bouche-Torse en 1138, Krosno fait partie du nouveau duché de Silésie sous le gouvernement de Ladislas II. À la suite de sa situation géographique, du XIe au XIIIe siècle, la ville joue un rôle important dans la défense de la frontière occidentale de la Pologne avec la marche de l'Est saxonne (Lusace). Vers 1217, elle reçoit les privilèges urbains par le duc Henri Ier le Barbu qui mourut à Krosno en 1238.

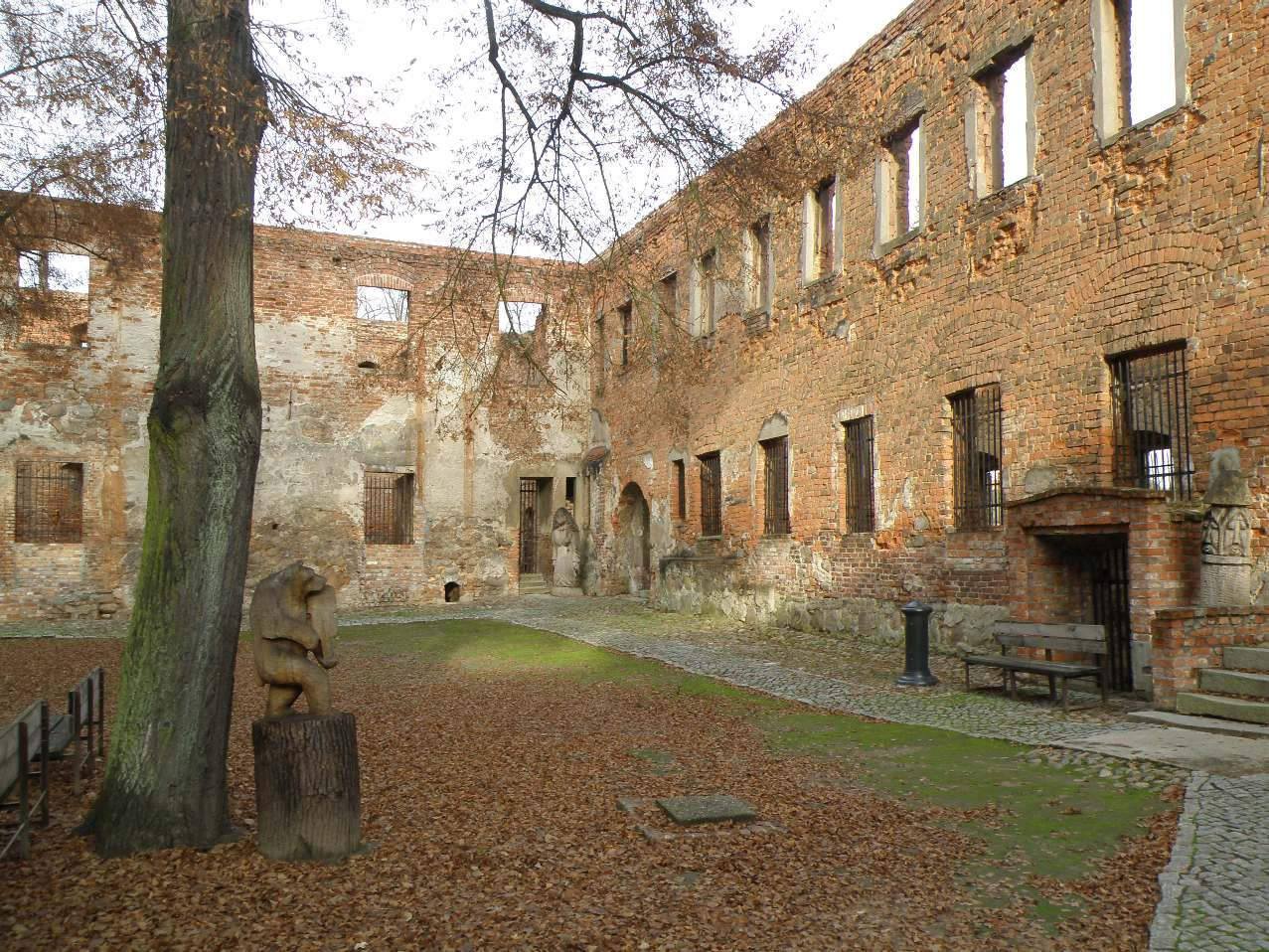
Les ruines du fort Piast.

Au XIIIe siècle, les ducs silésiens de la dynastie Piast firent construire un château fort. À partir de 1251, la ville fait partie des domaines du duc Conrad II de Głogów. Elle était temporairement gagée au moyen d'un contrat avec le margrave Jean II de Brandebourg qui y établit une résidence. Le duché de Głogów devient finalement un fief des rois de Bohême en 1331.
Lorsque la lignée des Piast s’est éteinte à la mort du duc Henri XI de Głogów en 1476, ses terres
sont passées aux mains de sa veuve Barbara de Brandebourg, la fille d'électeur Albert III Achille. Le cousin d'Henri XI, Jean II de Żagań s'oppose aux prétentions de l'électeur, mais aussi de Matthias Corvin et du roi Casimir IV de Pologne dont le fils ainé Vladislav II de Bohême épouse la très jeune veuve Barbara. Ce n'est qu'en 1482, après six années de guerres, qu'un compromis est conclu entre les parties, aux termes duquel la cité de Krosno est dévolue au Brandebourg.
La ville est rattachée à la Nouvelle Marche par les margraves en 1572. Elle était dévastée par des troupes suédoises en 1631, pendant la guerre de Trente Ans, et devient une ville prussienne en 1701. Pendant la guerre de Sept Ans, après la bataille de Kay en 1759, Krosno fut occupée par l'armée russe. De 1815 à 1945, la ville est incorporée dans l'arrondissement de Crossen-sur-l'Oder dans le district de Francfort de la province de Brandebourg. Après la Seconde Guerre mondiale, elle redevient polonaise.

## Personnalités de la ville
- Georg Wenzeslaus von Knobelsdorff (1699-1753), peintre et architecte.
- Karl-Wilhelm Naundorff (1793-1845), Louis XVII, se réfugia quelque temps à Crossen.
- Leo von Caprivi (1831-1899), général et homme d'état prussien, mourut à Messow près de Crossen.
- Eduard Georg Seler (1849-1922), anthropologue.
- Karl Georg Zschaetzsch (1870-1945), intellectuel völkisch.
- Rudolf Pannwitz (1881-1969), écrivain et philosophe.
- Alfred Henschke, dit Klabund (1890-1928), écrivain.
- Siegfried Müller (1920-1983), mercenaire.
- Tomasz Kuszczak (né en 1982 à Krosno Odrzańskie), footballeur.

## Économie
- Services
- Industrie du bois
- Production de machines
- Industries alimentaires (laiterie, abattoir)
- Production de matériaux de construction
- Tourisme

## Tourisme
- musée régional
- ruines du château des Piasts
- église Fara Maryjna
- église saint André
- vestiges des remparts
- les vieilles maisons bourgeoises

## Jumelages
- Schwarzheide (Allemagne)
- Eemsmond (Pays-Bas)
- Karcag (Hongrie)
- Bremervörde (Allemagne)